# Crataegus pentagyna

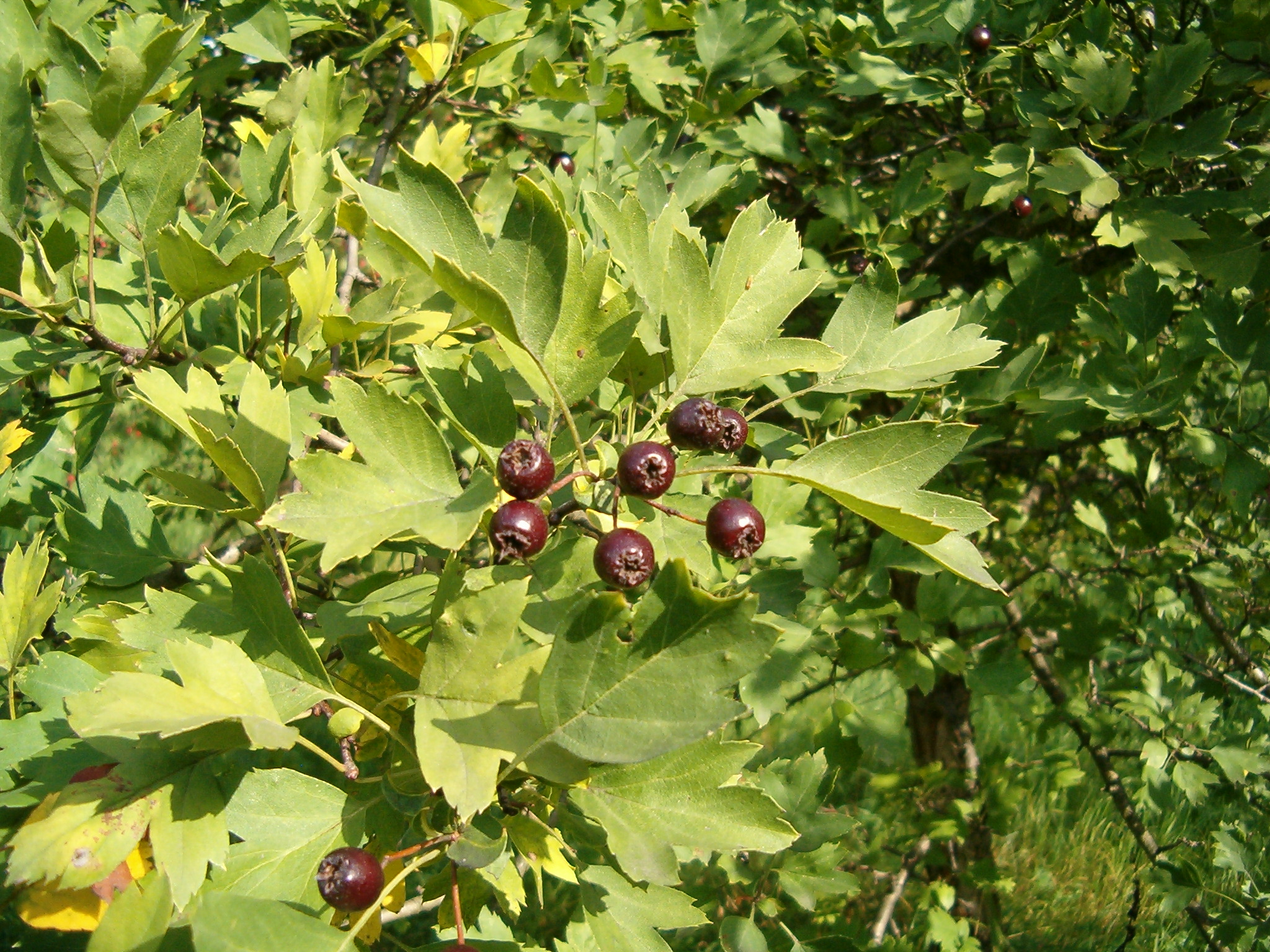

Arbust sau arbore, pana la 5 m.Tulpina ramificata, lujeri tineri pubescenti.
Frunze de la ovate pana la obovate.Inflorescenta cormb multiflor; pediceli lanat tomentosi.Flori acinomorfe, bisexuate; cu petale albe; antere rosii; stile 5.
Fruct drupă falsă, neagră purpurie. V-VI.
Habitat: șleau cu gorun și  tei, stejaret cu carpen și tei.
Areal: Cd (Rezervația  Științifică "Codrii"); Tgh (Rezervația  peisagistică "Codrii Tigheci").
Bioecol.: microfanerofit mediteranean (estic); specie mezofilă, mezotermă, acid-neutrofilă.

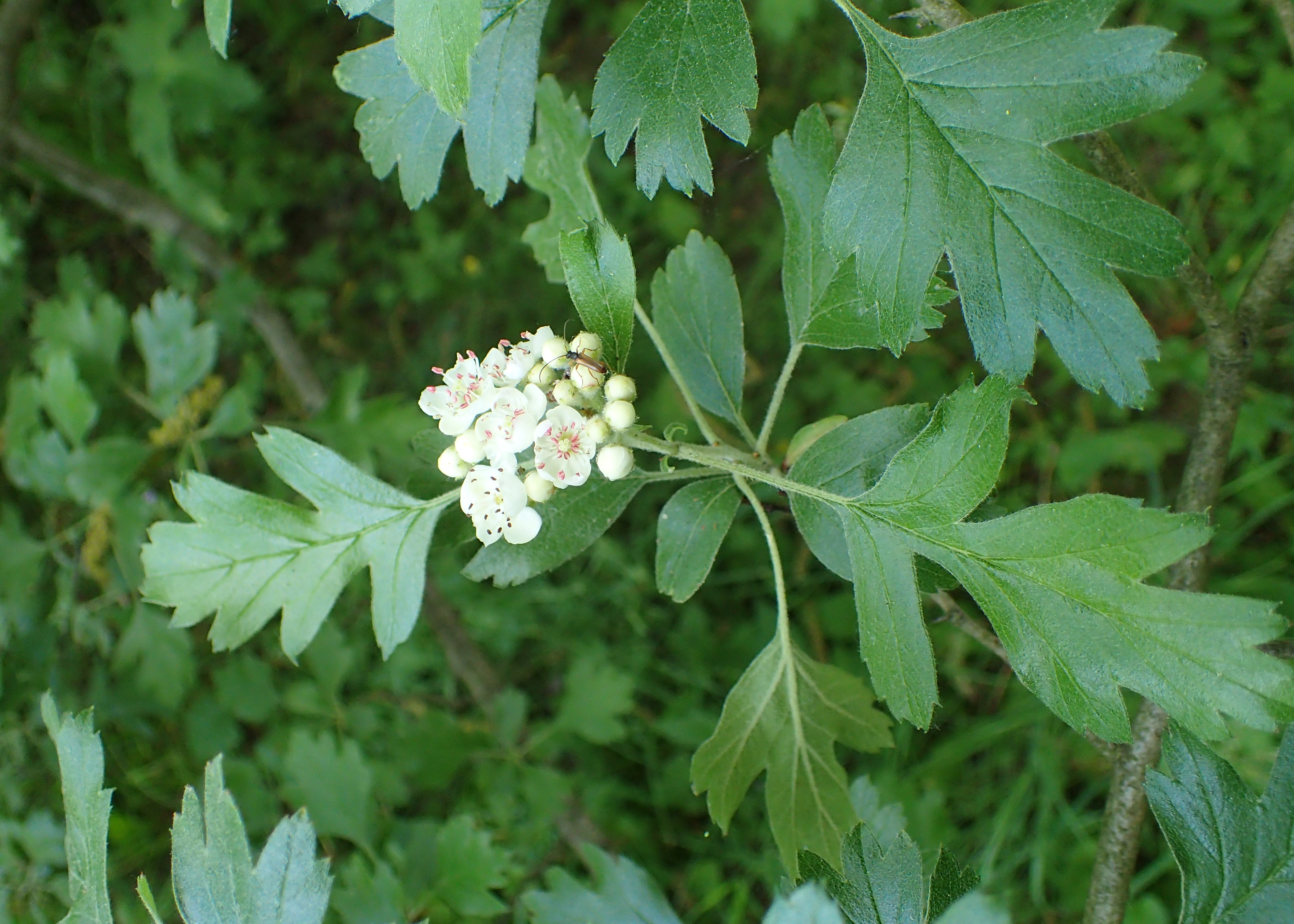

Specie critic periclitată (CR).
Starea de protecție: CRM.
1. ↑  The IUCN Red List of Threatened Species 2022.2[*] Verificați valoarea |titlelink= (ajutor);